# Pieter Weening
Pieter Weening (ur. 5 kwietnia 1981 w Harkema) – holenderski kolarz szosowy.

## Kariera sportowa
Od początku zawodowej kariery związany był z rodzimym zespołem Rabobank. W 2012 dołączył do zespołu GreenEdge Cycling.
Największe sukcesy odniósł w 2005 roku zwyciężając na etapie w Tour de France oraz w 2013 zwyciężając w Tour de Pologne. Jako amator wygrał w Niemczech wyścig dookoła Dookoła Turyngii i w Chorwacji Jadranską Magistralę.

## Najważniejsze osiągnięcia
2002
- 1. miejsce w Thüringen-Rundfahrt

2003
- 1. miejsce w Jadranska Magistrala
  - 1. miejsce na 2. etapie

2005
- 1. miejsce na 8. etapie Tour de France
- 2. miejsce w Tour de Pologne
  - 1. miejsce na 6. etapie

2009
- 1. miejsce na 3. etapie Österreich-Rundfahrt
- 4. miejsce w Tour de Pologne
- 3. miejsce w Vuelta a Murcia

2010
- 2. miejsce w mistrzostwach Holandii (start wspólny)

2011
- 1. miejsce w 5. etapie Giro d’Italia
  - koszulka lidera przez 4 etapy
- 6. miejsce w Tour de Romandie

2013
- 1. miejsce w Tour de Pologne
- 2. miejsce w Tour de Langkawi
- 6. miejsce w Vuelta al País Vasco
- 8. miejsce w Amstel Gold Race
- 8. miejsce w Eneco Tour

2014
- 1. miejsce na 1. (jazda druż. na czas) i 9. etapie Giro d’Italia

2016
- 1. miejsce w Tour of Norway
  - 1. miejsce na 2. etapie
- 1. miejsce na 6. etapie Tour de Suisse

2017
- 3. miejsce w Tour of Norway
  - 1. miejsce na 3. etapie

2018
- 2. miejsce w Tour of Croatia
- 1. miejsce na 5. etapie Österreich-Rundfahrt

2019
- 1. miejsce na 2. etapie Tour de Luxembourg